# Telephanus wahlbergi
Telephanus wahlbergi es una especie de coleóptero de la familia Silvanidae.

## Distribución geográfica
Habita en Brasil.